# NGC 207
NGC 207 je galaksija u zviježđu Kit.

## Vanjske poveznice
- SEDS: NGC 0207